# Синьков Юрій Михайлович
Юрій Михайлович Синьков (нар. 6 травня 1970) — український футболіст. який грав на позиції захисника та півзахисника. Відомий насамперед виступами за луцьку «Волинь» у вищій лізі чемпіонату України, грав також за низку нижчолігових українських та російських клубів.

## Клубна кар'єра
Юрій Синьков розпочав свою футбольну кар'єру виступами за команду «Башсільмаш» у чемпіонаті РРФСР серед аматорських команд у 1989 році. У 1993 році футболіст дебютував в чемпіонаті України виступами за «Антрацит» з Кіровського, який грав у перехідній лізі. Після розформування команди по закінченні сезону 1992—1993 до кінця 1993 року грав за команду «Вагонобудівник» із Стаханова. На початку сезону 1994—1995 років Юрій Синьков став гравцем клубу вищої ліги — луцької «Волині». У новій команді футболіст дебютував 5 серпня 1994 року, вийшовши на заміну після перерви у матчі з луганською «Зорею». Юрій Синьков грав у луцькій команді до кінця 1994 року, зіграв 6 матчів у чемпіонаті України та 1 матч у Кубку України, та покинув клуб. З початку 1995 року до середини 1996 року футболіст грав за низку нижчолігових російських клубів — «УралАЗ», «Носта», «Істочнік». У 1997 році Синьков повертається до України, та грає за клуб «Південьсталь» з Єнакієвого в аматорському чемпіонаті України. З початку сезону 1999—2000 Юрій Синьков грає за команду «Торпедо» із Запоріжжя, яке на той час грало у першій лізі, та паралельно грав за друголігову команду «Віктор» із цього міста. У 2001—2002 роках футболіст виступав за аматорський клуб «Моноліт» із Костянтинівки.